# Науменко, Юрий Андреевич
Юрий Андреевич Науменко (5 марта 1919 года, Ромны, ныне Сумская область, Украина — 6 октября 1999 года, Москва) — советский военный деятель, отличился в Великой Отечественной войне, Герой Советского Союза (27.06.1945). Генерал-полковник (8.11.1971).

## Начальная биография
Родился 5 марта 1919 года в городе Ромны ныне Сумской области (Украина). С 1921 года жил в селе Локня. В 1934 году окончил 7 классов школы, в 1936 году — Роменский техникум механизации сельского хозяйства. В 1936—1937 годах работал техником-нормировщиком на металлургическом заводе в городе Ворошиловск (ныне — город Алчевск Луганской области, Украина), в 1937—1939 годах — грузчиком в Керченском морском порту, счетоводом и председателем местного профкома в совхозе в селе Багерово (ныне посёлок Ленинского района, Крым).

## Военная служба

### Довоенное время
В Красной Армии с декабря 1939 года. В июле 1941 года окончил Житомирское военно-пехотное училище.

### Великая Отечественная война
Участник Великой Отечественной войны: в августе 1941 года — командир роты 963-го стрелкового полка. Воевал на Южном фронте. Участвовал в обороне Запорожья. 18 августа 1941 года был ранен в голову и ногу, до сентября 1941 года находился в госпитале в городе Новочеркасск (Ростовская область).
В начале сентября 1941 года направлен в отдел кадров Северо-Кавказского военного округа, где был назначен на должность помощника начальника штаба 1151-го стрелкового полка, формировавшегося в Ставрополе.
Вновь на фронте с октября 1941 года в должностях помощника начальника и начальника штаба 1151-го (с мая 1943 — 289-го гвардейского) стрелкового полка. 6 октября 1943 года после гибели в бою командира полка был назначен на должность командира 289-го гвардейского стрелкового полка. Воевал на Южном, Донском, Воронежском, Степном, 2-м и 1-м Украинских фронтах. Участвовал в Ростовской оборонительной и наступательной операциях, Барвенково-Лозовской операции, Харьковском сражении, Сталинградской и Курской битвах, Белгородско-Харьковской операции, освобождении Левобережной Украины, Кировоградской, Уманско-Ботошанской, Львовско-Сандомирской, Сандомирско-Силезской и Берлинской операциях. Всего за время войны был трижды ранен.
Особо отличился в Берлинской операции. Полк под его командованием 16 апреля 1945 года форсировал реку Нейсе (Ныса-Лужицка), прорвав оборону противника севернее города Бад-Мускау, и первым в дивизии форсировал Шпре и вышел к Эльбе в районе города Торгау. В боях воинами полка было уничтожено 22 вражеских танка, 12 штурмовых и 20 полевых орудий, 14 бронетранспортёров.
Указом Президиума Верховного Совета СССР от 27 июня 1945 года за успешное командование полком и личное мужество и героизм, проявленные в боях с немецко-фашистскими захватчиками, гвардии подполковнику Юрию Андреевичу Науменко присвоено звание Героя Советского Союза с вручением ордена Ленина и медали «Золотая Звезда».

### Послевоенная служба
В мае 1945 года был первым комендантом города Дрезден (Германия). До 1946 года продолжал командовать стрелковым полком (в Центральной группе войск, Австрия). В 1949 году окончил Военную академию имени М. В. Фрунзе. Вновь командовал стрелковым полком. В мае-ноябре 1956 — заместитель командира стрелковой дивизии. В ноябре 1956—1960 годах — командир 30-й гвардейской механизированной дивизии (с июня 1957 года — 30-я гвардейская мотострелковая дивизия) в Прибалтийском военном округе. В 1962 году окончил Военную академию Генштаба.
В 1962—1964 годах — заместитель начальника Управления боевой подготовки Южной группы войск (Венгрия), в марте 1964 — декабре 1964 — командир 28-го армейского корпуса (в Прикарпатском военном округе). С декабря 1964 по июнь 1968 — начальник управления боевой подготовки — заместитель командующего Ленинградским военным округом по боевой подготовке. В июне 1968 — октябре 1971 года командовал 11-й гвардейской армией (в Прибалтийском военном округе).
С октября 1971 года по июнь 1975 года командовал войсками Приволжского военного округа. В мае 1975 — мае 1980 — старший представитель Главного командования Объединёнными вооружёнными силами государств — участников Варшавского договора в Венгерской Народной Армии. В 1980—1988 — заместитель главнокомандующего Сухопутными войсками по вневойсковой подготовке — начальник вневойсковой подготовки Министерства обороны СССР. С июня 1988 года генерал-полковник Ю. А. Науменко — в запасе.
Жил в Москве. Умер 6 октября 1999 года. Похоронен на Троекуровском кладбище.

## Общественная деятельность
Депутат Верховного Совета СССР 9-го созыва (в 1974—1979 годах).

## Воинские звания
- полковник (январь 1951)
- генерал-майор (25.05.1959)
- генерал-лейтенант (25.10.1967)
- генерал-полковник (8.11.1971)

## Награды
- Герой Советского Союза (27.06.1945);
- два ордена Ленина (27.06.1945; 15.02.1979);
- орден Октябрьской Революции (16.12.1972);
- два ордена Красного Знамени (6.02.1943; 28.03.1945);
- Орден Суворова 3-й степени (30.08.1944);
- орден Александра Невского (31.03.1944);
- орден Трудового Красного Знамени (19.02.1986)
- два ордена Отечественной войны 1-й степени (2.11.1943; 11.03.1985);
- два ордена Красной Звезды (2.10.1942; 30.12.1956);
- Орден «За службу Родине в Вооружённых Силах СССР» 3-й степени (30.04.1975);
- медаль «За боевые заслуги» (19.11.1951);
- медаль «За отвагу на пожаре» (23.01.1973);
- другие медали.

### Награды иностранных государств
- Орден Тудора Владимиреску 2-й степени (Румыния);
- медаль «25 лет свободы Родины» (Румыния);
- медаль «50 лет Монгольской Народной Революции» (Монголия, 1971);
- медаль «50 лет Монгольской Народной Армии» (, Монголия, 1971);
- медаль «За укрепление дружбы по оружию» 1-й степени (Чехословакия, 1970);
- юбилейная медаль «50 лет Компартии Чехословакии» (ЧССР);
- три польские медали.

## Память
В городе Ромны (Сумская область, Украина) на Аллее Героев установлен памятный стенд Ю. А. Науменко.

## Сочинение
- Науменко Ю. А. Шагай, пехота!. — М.: Воениздат, 1989. — 270 с. — (Военные мемуары). — 30,000 экз. — ISBN 5-203-00599-0.